# Unseen Terror
Unseen Terror — британская музыкальная группа, основанная в 1987 году и сочетающая в своей музыке элементы грайндкора, хардкора и дэт-метала. Одни из грайндкор-первопроходцев наряду с Napalm Death и Carcass. Название коллектива взято по наименование одной из композиций группы S.O.B.

## История
Музыкальный коллектив Unseen Terror был образован в 1987 году ударником Шейном Эмбури и вокалистом/гитаристом Митчем Дикинсоном. На место басиста немногим позже пришёл Pete Giles. В 1987 году были записаны первые композиции группы, две из которых вошли на компиляцию Diminished Responsibility. После этого группу подписывает лейбл Earache Records. Вскоре был записан и выпущен дебютный и единственный альбом группы под названием Human Error. После выпуска альбома в группу приходит Мик Харрис и занимает место вокалиста, а Pete Giles, в свою очередь, уходит из группы. В 1989 году Unseen Terror вместе с новым басистом Уэйном Астоном участвуют в шоу Джона Пила. После этого группа распадается, однако немногим позже, в 1990 году, композиция Divisions из репертуара группы вошла на сборник Grindcrusher лейбла Earache Records.

## Состав

### Последний состав
- Митч Дикинсон — гитара, вокал
- Шен Эмбури — ударные
- Мик Харрис — вокал
- Уэйн Астон — бас

### Бывшие участники
- Pete Giles — бас

## Дискография
- 1987 — Rehearsal Demo (репетиционная демозапись)
- 1987 — Diminished Responsibility (сборник)
- 1987 — Human Error
- 1989 — The Peel Sessions
- 1990 — Grindcrusher (сборник лейбла Earache Records)